# ナウナウナウ大行進
ナウナウナウ大行進（ - だいこうしん）は、1971年（昭和46年）から大分放送で放送されていたラジオ番組である。放送時間は毎週土曜日14:30-17:00。
開始当初のパーソナリティは、ともに大分放送アナウンサーの西村敏雄（ニックネーム：ビンビン）と、植木伴子（ニックネーム：バンバン）。大分放送の看板番組として人気を集めた。
番組の名物コーナーは、当時のヒット曲をテープに収め、それを早送りして、リスナーの「ストップ」の掛け声で停止させ、目的の曲が聴こえてきたら当たりというクイズ企画「ナウナウルーレット」であった。"ルーレット"を意識させてか曲の立ち上がり・立下りをそのまま放送に流していた。
また、天気予報のコーナーでは、西村・植木の二人が、BGMをつけながら独自のアドリブでおもしろおかしく行っていた。厳かな日本調の音楽の後は1970年代のディスコ調の曲に合わせノリノリでおふざけ。風雪注意報では、すかさず「流れ旅の方はご注意ください」（西村）、「（笑）・・・言うと思った・・」（植木）といった風である。
なお、ビンビンバンバン最後の放送日は、生放送中に西村アナウンサーが「番組の最後、玄関前に集合しましょう！」と呼びかけたところ、多数のリスナーが集まり、玄関前からの公開生放送によるエンディングとなった。
この時、バンバンこと植木アナウンサーは感極まり、西村アナウンサーは「バンバンが泣いております。バンバンが泣いております！」と伝え、大拍手の中終了した。
番組のエンディングテーマは、映画｢M★A★S★H マッシュ｣のテーマソング。

## 歴代パーソナリティー
- 西村敏雄
- 植木伴子
- 松井督治
- 堤優子
- 工藤洋史
- 笠置真美
- 工藤由美
- 平野賢
- 浮木智子
- 首藤真由美
- 高島晋一郎
- 吉田諭司